# でこぼこ魔女の親子事情
『でこぼこ魔女の親子事情』（でこぼこまじょのおやこじじょう）は、ピロヤによる日本の漫画作品。『COMICメテオ』（フレックスコミックス）にて、2019年7月3日より連載中。見た目が幼い魔女と、彼女が育てたスタイル抜群な人間の女性の、見た目がでこぼこの2人の母娘の日常を明るく描いた作品。

## 沿革
『COMICメテオ』にて、2018年7月11日に読み切りを掲載。その後も読み切りとして発表し、好評を得たことにより第3話が掲載された2019年7月3日より連載化される。2020年5月に単行本第1巻が発売された際にはモーションコミックが制作され、原作第1話の内容が描かれた。『COMICメテオ』の編集長の吉本美雅子によると、単行本は新型コロナウイルス感染症の拡大による緊急事態宣言の発出時期に発売されたが、重版になったという。その後、マンガ動画も制作され、YouTubeにて配信されている。
2022年9月にアニメ化が発表され、2023年10月から12月まで、テレビアニメとして放送された。

## ストーリー
時折、街に訪れる魔女の師弟「アリッサ」と「ビオラ」。大変仲睦まじい2人だが、一部の者以外知らない事実があった。それは幼い姿のアリッサが200歳を超える魔女であり、大人びた姿のビオラがアリッサの養女で16歳の人間だということである。
2人の関係を知らない人、知っている人。様々な人々と関わっていく、でこぼこ魔女の物語。
魔女・人間・エルフと多種多様な親子・家族が登場しながら物語が展開されている。

## 登場人物
声の項は特記がない限り、テレビアニメ版の声優。

### 主要人物
アリッサ
声 - 古賀葵 / 小坂井祐莉絵（モーションコミック・マンガ動画）
見た目が幼い魔女。223歳。ビオラとは義理とはいえ母娘であり師弟でもある。森の家で暮らしながら、家庭菜園で育てたり出かけて採取した素材で作った薬やハーブ類を、リラの店やフェンネルに卸している。成長が緩やかな長命種の一つである魔女として見ても成長が非常に遅く、歳が200を超えていながら体格は子供の様に小さい。そのうえビオラの方が大人びて見えることから、一般人にはアリッサのほうが子供と思われている。
幼少期は体も魔力も弱く、度々病気になっては病院の世話になっていた。しかし性格は既にしっかりしており、泣くことは少なかった模様。
ビオラに対しては親バカ全開であり、いつか独り立ちできるよう育てながらもとにかくビオラを甘やかしたがる。
役を演じる古賀によると、「いつも優しく誰にでも愛を持って接したり、ふとした瞬間に“母親としての強さ”を見せる」キャラクターである。
ビオラ
声 - 水樹奈々、菱川花菜（幼少期） / 小見川千明（モーションコミック・マンガ動画）
人間の女性。16歳。赤ん坊の頃に森に捨てられていたところ、草むらで発光していたことで近くにいたアリッサが発見し、アリッサに育てられる。しかし、想像以上の成長で16歳とは思えないほどの長身かつグラマラスな体型をしており、ビオラのほうがアリッサの保護者のように思われることがある。しかし、性格はかなり幼く、事あるごとに母親であるアリッサに甘えたがる。また趣味趣向は女性でありながらも幼い男の子のそれであり、可愛さよりもカッコよさを求めがち。
重度のマザコンであり、アリッサに危害が加わる可能性があったりアリッサから受ける愛情を奪われると考えると、物騒な発想が浮かぶ。
種族は人間ながらも赤ん坊のころからアリッサが尋常ではないと感じ取れるほどの魔力量を持ち、その力をコントロールできるように育てられた。魔力量自体は非常に多く、召喚魔法を手順を無視して強引に行使可能なほどである。そのため幼少期は、睡眠中無意識に召喚を行ってしまう「おね召」をしてしまうことがあった。
役を演じる水樹によると、「ナイスバディなセクシーお姉様系魔女」に見えるが「中身は小学生男子」でマザコンであり、ギャップのあるキャラクターである。
フェニックス
声 - 土師孝也
ビオラが召喚して使い魔になった不死鳥で、作中最年長キャラ。一応鳥と分かるような簡素な風貌。その風貌を「落書き」呼ばわりされたこともある。
一人称は「我」で、雨雲を作り出したり為になることを話すこともあれば、自分の首を長く引き伸ばしたり、突拍子もないことをしたり、茶目っけな振る舞いをしたりと、なにかと訳の分からない現象を起こすことも多い。
実は小心者で、突然何かが起きると飛び上がる。アリッサからは「猫みたい」と思われた。
フェニックスゆえに不老不死で病気知らずなのだが、召喚者であるビオラが体調を崩すと、それに影響される形で体調を崩すことがある。
不老不死ゆえに自分を傷つける事には一切躊躇いが無く、ビオラが体調を崩した際、生き血を飲ませるため自分を切る包丁を持ち出したり、自ら鍋に煮込まれて出汁を取ろうとしたりする。
毒コアラ
声 - 大谷育江
ビオラが召喚した使い魔2号。毒草を用いた毒攻撃とは別の攻撃手段として召喚された。名前通り様々な種類の毒を持ち、かなり気性が荒いがマスコット枠。アリッサからは「イ゛ーちゃん」と呼ばれている。
雪山に素材採取に行った際には素材を見つけて褒めてもらおうと張り切っていたが、出くわしたイエティの子供に同族の赤ん坊と間違われて掴まったりした。
リラ
声 - 朴璐美
街で雑貨屋を営む女性。40歳。既婚で一児の母だが、若いころから非常に男前な性格で体格も屈強。分厚い本を数冊纏めて素手で引き千切ってしまうほどの怪力の持ち主。
ビオラを拾ったアリッサが、相談に訪れた時期に息子を産んでおり、アリッサの代わりに母乳を与えた、ビオラにとっては第二の母親とも言える存在。
ギリコ
声 - 大地葉
アリッサの幼馴染の魔女。同年代だがアリッサよりは歳下（2〜3歳差なので、魔女としては誤差の範囲内という認識である）。
魔導具師。元は自分が作りたいがために技術を磨き、現在の職業となっている。腕は良いが、インスピレーション優先で作る道具が売れ残ることがあったり、その道具が元で騒乱が起きることもある。使い魔として蛇を飼っている。
ルーナ
声 - 関根明良
アリッサの幼馴染の魔女。同年代だがアリッサよりは歳下（2〜3歳差なので、魔女としては誤差の範囲内という認識である）。
職業は占い師。家系は代々優れた術士を輩出しているが、占術の確度を高める代償として特定の技能が低くなる傾向があり、ルーナの場合は料理で、下手というよりレシピ通りにしても「食べ物以外のナニか」（ギリコが素材として引き取るほどのレベル）が出来上がる。
占いは繁盛しており、かなりの資産家。使い魔と言って良いのか不明だが、「飼ってください」と頼み込んできた被虐趣味の男性数名（作中では3名）を飼っている。
フェンネル
声 - 近藤孝行
エルフの商人。183歳。幼少のころからアリッサと面識があり、当時からずっと片思いしているが、荒っぽい口調や軽いノリとは裏腹に「百年の片思いは伊達じゃない」と自嘲するほどヘタレな性格のため、未だ弟の様な存在だと思われていてまったく気づかれておらず、今のところ進展の気配はない。アリッサの気を惹こうとあれこれ画策したり告白に挑戦しようとするが、ここぞという時に尻込みしてばかりでまともに成功した試しはない。
ビオラからは、初対面のころからアリッサに色目を使っていると認識されており、アリッサを取り合う抗争を繰り広げている。なお同時に、アリッサへの想いの伝え方がまともに出来ないと確信されているため、本気で排除されるまでには至ってなく、おちょくって遊ばれる程度の腐れ縁で済んでいる。
グリンド
声 - 小野大輔
オークの家具職人。21歳。フェンネルの取引相手で友人。力強い体格や強面に反して奥手な性格であり、絶賛彼女募集中。
フェンネルが発注した急ぎ仕事の謝礼として、気が強く高身長で長髪なエルフ美女を紹介してほしいと懇願した際、断り切れなかったフェンネルの苦肉の策で、エルフ以外の条件を満たしているビオラを紹介される。ビオラの母想いなところに心惹かれ、ビオラの方もグリンドの素直な態度やアリッサのことを忌憚なく褒めたことに好感を抱き、友人としては認められる。ただし、そこから恋人関係になることはないとはっきり宣告され、今のところ進展の気配はない。

### その他
ポンド
声 - 小西克幸
リラの夫。40歳。妻同様にガタイが良く濃い胸毛が特徴の男性。端正な顔立ちに加えて着ているシャツの胸元を大きめに開けているなど、男の色香を併せ持つ乙女なロマンティスト。
妻にも我が子にも愛情を惜しまぬ人物だが、表現方法が偏っている。その結果、妻であるリラに毎度お叱りを食らうことが多く頭が上がらない。
ルーブル
声 - 葉山翔太
リラとポンドの息子。ビオラの幼馴染で乳兄弟。
個人で仕立ての仕事をしているようで、針仕事に関しては妥協せず徹夜になることも多い。自身の外見にもこだわるタイプで髪型が決まらないだけでも人前に出てこなくなるため、初登場時は扉越しと全身包帯だらけで外見は全く分からず、第37話になってようやく容姿と名前が判明した。絶賛反抗期中でリラに対して暴言を吐くが、「遠慮のない肉体言語」で対処されている。
可愛く生まれ可愛い服を着ないと世界の損失と言い切って普段からゴスロリのような恰好をしているため、グリンドには初対面時に女の子と間違われた。
ベニー、シータ、キクラ
声 - 荻野晴朗（ベニー）、豊崎愛生（シータ）、寿美菜子（キクラ）
マイコニドの一家で医院を経営している。ベニーは院長で99歳。シータとキクラの祖父だが、外見はほとんどキノコで髭が生えている。自身から胞子状の粉薬を放出する。
シータは22歳。看護師をしている。姉のキクラの暴走は実力行使で止めている。
キクラは25歳。獣種専門の医師兼看護師。遊学に出ていたが帰って来た。マッドドクターであり、好奇心が刺激されると暴走しやすい。
全員名前はキノコが元になっており、名前に由来したキノコの風貌を持つ。
ギータ、マラク
声 - 道井悠（ギータ）、宮下栄治（マラク）
ハンター業を営むリザードマンの夫婦。ハンターとして必要な要素を見落とさないため、アリッサに魔法を掛けてもらっている。
仕事に出る際に産卵した卵をアリッサに預けた。孵化した子供には「マギー」と名付ける。
ケッツ&ヒップ
声 - 梶裕貴（ケッツ）、堀江由衣（ヒップ）
フィアトイエ家の庭園に住む妖精の兄弟。それぞれシモツケとローズヒップの妖精だが、とある要因から全体的に尻の様な風貌をしている。庭園の主でもあるアンナ（声 - 長江里加）を大事に思っているが、彼女は魔力と無縁であるため、自分たちを見ることも話すことも出来ない。
トリーノ・アンブレロ
声 - 木村良平
アンナの婚約者（のちに夫）。商会の若旦那で見た目も言動もチャラ男だが、内面は好青年。アンナの妊娠が明らかになった際には子供が孵化したばかりのマラクを誘って育児講習を受けていた。
アウリ
声 - 諏訪部順一
アリッサの養父（母方の叔父で、同じく長寿ゆえか姪のアリッサを父として共に育てている）。年齢は300歳以降から特に気にしなくなったせいか、自称350歳とうろ覚え。隻眼（過去に自分で抉り出したらしい）で左目側に眼帯をつけた美丈夫。
酒、ギャンブル、ナンパを繰り返し、不倫で指名手配を受けるなどなにかと問題を起こすロクデナシであり、アリッサがビオラを育てることになった16年前から、素行が教育に悪いという理由で連絡を断たれていた。一方でアリッサやビオラへの愛情は強く、父、祖父らしい振る舞いをしたがっている。
アリッサの交友関係とも大体顔見知りだが、素行ゆえに互いに敬意はまるでない関係で、特にフェンネルやグリンドは飲み友達兼オモチャとしてイジり倒している。
アニス
フェンネルの兄。287歳。美女と見まごう美男子だが、趣味は筋トレでゴリゴリのマッチョ。アリッサの母親が好きらしい。
アリッサの母親（仮）
声 - 沢城みゆき
アリッサの実母にしてアウリの実姉。魔女としても桁外れな実力の持ち主らしいが、自身の道に邁進する自由人。弟であるアウリからは「横暴の擬人化」と称するほど恐れられており、「妹に興味がある」という理由でアウリを女に変える魔法をかけて遊び倒したことがある。顔は一切確認できず、後ろ姿や口元だけ、逆光で黒い状態のみしか描写されていない。
レデ
声 - 三石琴乃
40歳。ポンドの又従姉妹で、リラとは幼少時代の幼馴染。昔からリラと友達になりたがっているが、重度のツンデレであり素直な対処が出来ないため、ツンな振る舞いをするたびに内心でデレながら泣いている。
踊り食い君
声 - 中村大志
ウツボカズラ状のモンスター。ビオラがフェンネルに腹を立てたときに、けしかけて丸呑みさせる。

## 書誌情報
- ピロヤ『でこぼこ魔女の親子事情』フレックスコミックス〈メテオCOMICS〉、既刊6巻（2023年10月12日現在）
  1. 2020年5月12日発売[3][14]、ISBN 978-4-86675-105-4
  2. 2021年2月12日発売[7][15]、ISBN 978-4-86675-138-2
  3. 2021年11月12日発売[13][16]、ISBN 978-4-86675-176-4
  4. 2022年9月12日発売[8][17]、ISBN 978-4-86675-239-6
  5. 2023年4月12日発売[18][19]、ISBN 978-4-86675-279-2
  6. 2023年10月12日発売[20][21]、ISBN 978-4-86675-316-4

## テレビアニメ
2023年10月から12月まで、TOKYO MXほかにて放送された。ナレーションは花澤香菜。

### スタッフ
- 原作 - ピロヤ[10]
- 監督・音響監督 - たかたまさひろ[10]
- シリーズ構成 - ジャイロナックル[10]
- キャラクターデザイン - 吉田美和[10]
- プロップデザイン - 荒井梨沙[10]
- 色彩設計 - 中村里沙[10]
- 美術監督・美術設定 - 川口正明[10]
- 色彩設計 - 中村里沙
- 撮影監督 - 牧野真人[10]
- 編集 - 宇都宮正記[10]
- 音楽 - myu[10]
- 音楽制作 - キングレコード
- プロデューサー - 佐藤友紀、藤井貴大、川野和貴、前田健太、結城未来
- アニメーションプロデューサー - 山浦貴法
- アニメーション制作 - A-Real[10]
- 製作 - でこぼこ魔女製作委員会

### 主題歌
「Sugar Doughnuts」
水樹奈々によるオープニングテーマ。作詞は藤林聖子、作曲はサカノウエヨースケ（Blue Bird’s Nest）、編曲は渡辺徹×日比野裕史（Blue Bird’s Nest）。
「Welcome!」
angelaによるエンディングテーマ。作詞はatsuko、編曲はKATSU、作曲は両名の共作。

### 各話リスト
| 話数   | サブタイトル                                                               | 脚本                      | 絵コンテ        | 演出           | 作画監督                                                                   | 総作画監督        | 初放送日       |
| ------ | -------------------------------------------------------------------------- | ------------------------- | --------------- | -------------- | -------------------------------------------------------------------------- | ----------------- | -------------- |
| 第1話  | なかよし親子のでこぼこ事情不思議な命の教育事情                             | ジャイロナックル          | たかたまさひろ  | たかたまさひろ | 大川義史                                                                   | 吉田美和          | 2023年 10月1日 |
| 第2話  | 魔女の育児のあるある事情弟ポジションの恋愛事情                             | ジャイロナックル          | 室谷靖          | 渡辺万里恵     | tofu 中川実 森泉亜矢子 上赤由香里 遠藤里蘭 竹内寛 懸田扇子 藤彩七 鈴木莉乃 | 吉田美和 大川由緒 | 10月8日        |
| 第3話  | 魔女子会の追懐事情元気娘の風邪事情                                         | たかたまさひろ            | 牧野友映 市川凛 | 鬼頭和矢       | 北島勇樹 江原小百合 長濱睦輝                                               | 吉田美和 大川由緒 | 10月15日       |
| 第4話  | 奥手なオークのお願い事情卵とお姉さんの預かり事情                           | ジャイロナックル          | 増田惇人        | 黒瀬大輔       | 大川義史                                                                   | 大川由緒          | 10月22日       |
| 第5話  | エルフの森の非公開事情愛と伝説の芋掘り事情                                 | ジャイロナックル          | 吉川博明        | 村田尚樹       | 大川義史 谷口守泰 檜垣彰子                                                 | 大川由緒          | 10月29日       |
| 第6話  | 薔薇園のおしりあい事情                                                     | たかたまさひろ            | たかたまさひろ  | 渡辺万里恵     | 中川実 森泉亜矢子 上赤由香里 竹内寛 懸田扇子 藤彩七 鈴木莉乃               | 大川由緒          | 11月5日        |
| 第7話  | うん、これは焼き菓子だよ!?という事情眠りの精の不眠事情                     | たかたまさひろ            | 大石美絵        | 鬼頭和矢       | 北島勇樹 江原小百合 長濱睦輝                                               | 大川由緒          | 11月12日       |
| 第8話  | 呪われ魔女のお料理事情狂気の不死鳥の診察事情でこぼこ童話劇場               | 山浦貴法                  | 黒瀬大輔        | 黒瀬大輔       | 大川義史                                                                   | 大川由緒          | 11月19日       |
| 第9話  | どきどきママの個人事情不審な客のご家庭事情                                 | ジャイロナックル          | 室谷靖          | 室谷靖         | 重松しんいち 藤原彰人                                                      | 大川由緒          | 11月26日       |
| 第10話 | おこもり息子のお悩み事情本音と建前の公園事情                               | ジャイロナックル 山浦貴法 | 市川凛          | 有留英利       | 宇良今日子 大川義史                                                        | 大川由緒          | 12月3日        |
| 第11話 | 使い魔たちのお留守番事情肥大な不死鳥の減量事情モテざる男たちの恋愛相談事情 | ジャイロナックル 山浦貴法 | 飯田崇          | 渡辺万里恵     | tofu 中川実 森泉亜矢子 上赤由香里 竹内寛 懸田扇子 藤彩七 鈴木莉乃 川本和隆 | 大川由緒          | 12月10日       |
| 第12話 | でこぼこ魔女の母娘事情                                                     | たかたまさひろ            | たかたまさひろ  | たかたまさひろ | 大川義史                                                                   | 大川由緒          | 12月17日       |

### 放送局
| 放送期間                 | 放送時間                     | 放送局   | 対象地域 | 備考                                 |
| ------------------------ | ---------------------------- | -------- | -------- | ------------------------------------ |
| 2023年10月1日 - 12月17日 | 日曜 22:00 - 22:30           | TOKYO MX | 東京都   |                                      |
| 2023年10月4日 - 12月20日 | 水曜 0:00 - 0:30（火曜深夜） | BSフジ   | 日本全域 | BS/BS4K放送 / 『アニメギルド』枠     |
| 2023年10月5日 - 12月21日 | 木曜 22:30 - 23:00           | AT-X     | 日本全域 | CS放送 / 字幕放送 / リピート放送あり |

| 配信開始日                                        | 配信時間                                              | 配信サイト | 備考                         |
| ------------------------------------------------- | ----------------------------------------------------- | --- | ---------------------------- |
| 2023年10月1日                                     | 日曜 22:00 更新                                       | dアニメストア | 第2話より地上波1週間先行配信 |
| 2023年10月1日（第1話） 2023年10月6日（第2話以降） | 日曜 22:00 更新（第1話） 金曜 22:00 更新（第2話以降） | U-NEXT | 第2話より地上波2日先行配信   |
|                                                   |                                                       | アニメ放題 | 第2話より地上波2日先行配信   |
| 2023年10月1日                                     | 日曜 22:00 以降順次更新                               | ABEMA Amazon Prime Video AnimeFesta バンダイチャンネル DMM TV FOD Hulu J:COMオンデマンド メガパック Lemino milplus ムービーフルPlus ニコニコ生放送 ニコニコチャンネル auスマートパスプレミアム TELASA HAPPY!動画 ふらっと動画 |                              |

### BD
| 巻  | 発売日        | 収録話         | 規格品番     |
| --- | ------------- | -------------- | ------------ |
| BOX | 2024年3月13日 | 第1話 - 第12話 | KIZX-90624/6 |